# Ramlösa brunnshotell
Ramlösa brunnshotell, eller Stora Hotellet, ligger i Ramlösa brunnspark i Helsingborg. Byggnaden är byggd helt i trä med liggande gulmålade paneler och vitmålade byggnadsdetaljer. Det är en av Skandinaviens största träbyggnader och blev byggnadsminnesmärkt 1973. Perioden 2005–2006 genomgick byggnaden en totalrenovation invändigt, formgiven av det danska arkitektkontoret Tegnestuen Vandkusten. Hotellet fungerar numera som kontorsbyggnad.

## Arkitektur
Hotellet består av två våningar i trä som vilar på en sockelvåning murad i helsingborgstegel. Fasaderna är klädda med liggande, och på sina ställen stående, gulmålad spontad och avfasad panel. Byggnadens huvudfasad år norr är spegelsymmetrisk med en stor, centralt placerad veranda vari huvudentrén är placerad. Verandan, särskilt balkongdelen, pryds av morisk ornamentik, som även återkommer i mindre omfattning i andra delar av byggnaden. I verandan finns entrén bestående av tre brunröda spegeldörrar med fönsterlufter. Byggnaden flankeras i öst och väst av två uppglasade paviljonger.
Byggnadens takfot är utkragad, uppburen av kontursågade konsoler med mellanliggande fack och prydd med sågtandsfriser. Takfotens utförande i entrépartiets veranda och de två paviljonerna är dock något enklare. Taket är ett valmat sadeltak belagt med svart asfaltpapp. På taket finns fyra skorstenar, varav två med blottat murverk och två klädda med plåt. Bottenvåningens korspostfönster är högre än ovanvåningens mittpostfönster, båda med spröjs. Fönsterna har kontur och profilsågade kornischer och konsoler, bottenvåningens fönster dock med kornisch med sågtandsfriser. 

## Historia
Det ursprungliga Stora Hotellet byggdes 1807 av dåvarande ägaren av Ramlösa brunn, Achates  von Platen. Hotellet var en korsvirkesbyggnad i två våningar klädd med stående träpanel med två envånings flygelbyggnader med sammanlagt 20 kammare och gästrum. I bottenvåningen rymdes bland annat salong och fyra stora gästrum. Entrén pryddes av en portik uppburen av fyra kolonner och högst upp på huset fanns ett utsiktstorn. Efter von Platen tog överste Carl von Dannfelt över hälsobrunnen och under dennes tid utvidgades Stora Hotellet med ytterligare rum. Detta genomfördes genom att man inredde ett vindsutrymme i huvudbyggnaden 1830 och flyglarna byggdes på med ytterligare en våning 1832. Ännu en utbyggnad skedde 1845 då flygelbyggnaderna utökades ytterligare med var sitt gavelhus i en våning. 
Den 17 juni 1879, då hälsobrunnen ägdes av läkaren Curt Wallis och grosshandlaren Wilhelm Kempe, bröt en brand ut i hotellet, som brann ner till grunden. Ett nytt hotell ritades efter säsongens slut av arkitekt Johan Erik Stenberg, vilket stod klart 1880 och är det hotell som kan ses idag. Vid hälsobrunnens 200-årsjubileum 1907 byggdes hotellet till efter ritningar utförda av arkitekt Alfred Hellerström redan 1896, vilka modifierats av arkitekt Ola Anderson. Man byggde ut matsalsverandan i söder och byggde till med en kaféveranda med öppen balkong. Två trapptorn i gul puts lades till 1929 och 1938 flyttade man musikpaviljonen.
I och med att ramlösavattnet hade börjat buteljerats 1912 blev denna verksamhet snart företagets mest lönsamma och den gamla hälsobrunnsverksamheten trappades ner. Under andra världskriget var byggnaden mottagningscentral för judiska flyktingar undan förföljelsen under kriget. Den 29 augusti 1943 gav Utrikesdepartementet tillstånd till passfrihet och därmed ökade flyktingströmmen över Öresund explosionsartat. I början av oktober kom 900 flyktingar till Helsingborg på en enda dag. Stadens hotell blev snabbt överfulla och man beslutade att använda Brunnshotellet, som då låg i vinteride, som mottagningsplats. Under perioden mellan 1943 och 1945 låg antalet flyktingar på 200–700 om dagen och sammanlagt passerade mer än 13 000 personer staden. Den 9 april 1945 anlände de vita bussarna till Helsingborg, där flera av dem togs emot vid Ramlösa hälsobrunn.

## Kulturhistoriskt skydd
År 1967 hade AB Ramlösa Brunnsanläggning bildats med målsättningen att få till en brunnsverksamhet året runt, där det var meningen att den gamla miljön skulle bevaras utan några genomgripande förändringar. Två av huvudägarna, byggbolagen Hermanssons Byggnads AB och JM Byggnads AB, var dock emot detta och ansåg att man inte kunde bevara verksamheten utan omfattande byggnadsprojekt som finansiering. Man planerade bland annat att riva det brunnshotellet och ersätta detta med en servicebyggnad innehållande galleria, bibliotek och konferenslokaler. Man ville även riva badhuset och bygga tennisbanor. Dessutom ville man bygga en större sjukpaviljong, radhus och en 13 våningar hög hotellbyggnad. Dessa planer mötte stora protester, ledda av bland annat Hans Alfredson, och 1973 skänkte istället bolaget parken till staden och man nöjde sig med att bygga ett radhusområde utanför brunnsparken. Istället byggnadsminnesförklarades brunnshotellet tillsammans med ett flertal andra byggnader i Ramlösa brunnspark den 24 oktober 1973.